# Gomphrena tomentosa
Gomphrena tomentosa är en amarantväxtart som först beskrevs av August Heinrich Rudolf Grisebach, och fick sitt nu gällande namn av Robert Elias Fries. Gomphrena tomentosa ingår i släktet klotamaranter, och familjen amarantväxter.

## Underarter
Arten delas in i följande underarter:
- G. t. monticola
- G. t. tomentosa